# Stolnica sv. Pavla, London
Stolnica sv. Pavla je anglikanska stolnica v Londonu v Angliji in je sedež londonskega škofa. Stolnica služi kot matična cerkev londonske škofije. Stoji na hribu Ludgate na najvišji točki City of London. Njena posvetitev v čast apostolu Pavlu sega v prvotno cerkev na tem mestu, ustanovljeno leta 604 n. št. Sedanja stavba, ki je bila dokončana leta 1710, je zavarovana stavba I. stopnje, ki jo je v angleškem baročnem slogu zasnoval sir Christopher Wren. Obnova stolnice je bila del velikega programa obnove, ki se je začel po velikem požaru v Londonu. Prejšnja gotska stolnica (stara stolnica sv. Pavla), ki je bila v veliki meri uničena v velikem požaru, je bila osrednje središče srednjeveškega in zgodnjega modernega Londona, vključno s Pavlovim sprehajališčem in cerkvenim dvoriščem sv. Pavla, kjer je bil postavljen Pavlov križ.
Stonica je ena najbolj znanih in prepoznavnih znamenitosti Londona. Njena kupola, obdana z zvoniki cerkva mesta Wren's City, dominira nad obzorjem že več kot 300 let. Z višino 111 m je bila najvišja stavba v Londonu od 1710 do 1963. Kupola je še vedno ena najvišjih na svetu. Cerkev sv. Pavla je druga največja cerkvena stavba na tem območju v Združenem kraljestvu, takoj za Liverpoolsko stolnico.
Službe v cerkvi sv. Pavla so vključevale pogrebe admirala lorda Nelsona, vojvode Wellingtonskega, Winstona Churchilla in Margaret Thatcher; jubilejna praznovanja kraljice Viktorije; otvoritvena služba za nedeljski sklad metropolitanske bolnišnice; mirovne službe ob koncu prve in druge svetovne vojne; poroke princa Charlesa in lady Diane Spencer; začetek Festivala Britanije; in zahvalne službe za srebrni, zlati, diamantni in platinasti jubilej ter 80. in 90. rojstni dan kraljice Elizabete II. Stolnica sv. Pavla je osrednja tema številnih promocijskih materialov, pa tudi slik kupole, obdane z dimom in ognjem Blitza. 
Stolnica je delujoča cerkev z vsakourno molitvijo in dnevnimi službami. Turistična vstopnina na vratih znaša 23 GBP za odrasle (januar 2023, ceneje, če rezervirate prek spleta), vendar se vernikom, ki obiskujejo oglaševane storitve, ne zaračuna.

## Zgodovina

### Pred stolnico
Lokacija prvotne stolnice v Londiniumu ni znana, vendar legenda in srednjeveško izročilo trdita, da je bila stolnica sv. Petra na Cornhillu. Sveti Pavel je nenavaden pripis za stolnico in nakazuje, da je v rimskem obdobju obstajala še ena. Legende o svetem Luciju povezujejo svetega Petra na Cornhillu kot središče rimske krščanske skupnosti Londiniuma. Stoji na najvišji točki na območju starega Londiniuma in je zaradi legend dobil prednost v srednjeveški procesiji. Vendar pa ni nobenih drugih zanesljivih dokazov in lokacija mesta na forumu otežuje prileganje legendarnim zgodbam. Leta 1995 so na Tower Hillu izkopali veliko stavbo iz 5. stoletja, za katero so trdili, da je rimska bazilika, morda stolnica, čeprav je to špekulativno.
Elizabetinski antikvar William Camden je trdil, da je tempelj boginje Diane v rimskih časih stal na mestu, kjer je bila srednjeveška stolnica svetega Pavla. Wren je poročal, da med gradnjo nove stolnice po velikem požaru ni našel nikakršne sledi takšnega templja, sodobni arheologi pa Camdenove hipoteze ne sprejemajo več.

### Prednormanska stolnica
Obstajajo dokazi o krščanstvu v Londonu v rimskem obdobju, vendar ni trdnih dokazov o lokaciji cerkva ali stolnice. Škof Restitutus naj bi zastopal London na koncilu v Arlesu leta 314. Seznam 16 londonskih 'nadškofov' je v 12. stoletju zabeležila Jocelyn iz Furnessa in trdila, da je bila londonska krščanska skupnost ustanovljena v 20stoletju pod legendarnim kraljem Lucijem in njegovimi misijonarskimi svetniki Faganom, Deruvianom, Elvanom in Medwinom. Sodobni zgodovinarji menijo, da ni nič od tega verodostojno, toda čeprav je ohranjeno besedilo problematično, se zdi, da bodisi škof Restitut bodisi Adelphius na koncilu v Arlesu leta 314 izvirata iz Londiniuma.
Beda Častitljivi zapisuje, da je leta 604 Avguštin Canterburyjski posvetil Mellitusa za prvega škofa v anglosaškem kraljestvu Vzhodnih Sasov in njihovega kralja Seberhta. Seberhtov stric in vladar, Ethelberht, kralj Kenta, je v Londonu zgradil cerkev, posvečeno svetemu Pavlu, kot sedež novega škofa. Domneva se, čeprav ni dokazano, da je ta prva anglosaška stolnica stala na istem mestu kot kasnejša srednjeveška in sedanja stolnica.
Ob Seberhtovi smrti okoli leta 616 so njegovi poganski sinovi izgnali Melita iz Londona in Vzhodni Sasi so se vrnili v poganstvo. Usoda stavbe prve stolnice ni znana. Krščanstvo je bilo med Vzhodnimi Sasi obnovljeno v poznem 7. stoletju in domneva se, da je bila obnovljena anglosaška stolnica ali pa postavljena nova stavba kot sedež škofov, kot so Cedd, Wine in Erkenwald, od katerih je bil zadnji pokopan l. stolnica leta 693.
Earconwald je bil posvečen za londonskega škofa leta 675 in menda je visoko plačal za vzdrževanje strukture, v poznejših časih pa je skoraj zasedel mesto tradicionalnega ustanovitelja: čaščenje, ki mu ga izkazujejo, je drugo za tistim, ki so ga izkazovali sv. Pavlu. Erkenwald je postal predmet pomembne visokosrednjeveške pesnitve St Erkenwald.
Kralj Ethelred II. Nepripravljeni je bil ob smrti leta 1016 pokopan v stolnici; grobnica je zdaj izgubljena. Stolnica je zgorela skupaj z večjim delom mesta v požaru leta 1087, kot je zapisano v Anglosaški kroniki.

### Stari sv. Pavel
Četrto cerkev sv. Pavla, ki se na splošno imenuje stara cerkev sv. Pavla, so po požaru leta 1087 začeli graditi Normani. Nadaljnji požar leta 1135 je prekinil delo in nova stolnica je bila posvečena šele leta 1240. V času gradnje se je slog arhitekture spremenil iz romanike v gotsko, kar se je odražalo v šilastih lokih in večjih oknih v zgornjih delih in vzhodnem delu stavbe. Gotski rebrasti obok je bil zgrajen, tako kot stolp v Yorku, iz lesa in ne iz kamna, kar je vplivalo na končno usodo stavbe.
Program širitve se je začel leta 1256. To »Novo delo« je bilo posvečeno leta 1300, vendar dokončano šele leta 1314. V poznejšem srednjem veku je cerkev sv. Pavla po dolžini presegla le opatijska cerkev Cluny, po višini vrha pa le Lincolnska stolnica in cerkev sv. Marije, Stralsund. Izkopavanja Francisa Penrosea leta 1878 so pokazala, da je bila dolga 178 m in široka 30 m (88 m čez transepta in križišče). Vrh je bil visok približno 149 m. Do 16. stoletja je stavba propadala.
Angleška reformacija pod Henrikom VIII. in Edvardom VI. (pospešena s Chantries Acts) je privedla do uničenja elementov notranjega okrasja ter kapel, svetišč in oltarjev.
To bi vključevalo odstranitev stolnične zbirke relikvij, ki naj bi v 16. stoletju vključevala:
- telo svetega Erkenvalda
- oba kraka sv. Melita
- nož, ki naj bi pripadal Jezusu
- lasje Marije Magdalene
- kri sv. Pavla
- mleko Device Marije
- glava sv. Janeza
- lobanja Thomasa Becketa
- glava in čeljust kralja Ethelberta
- del lesa pravega križa,
- kamen svetega groba,
- kamen s kraja vnebohoda in
- nekaj kosti enajst tisoč kölnskih devic.

Oktobra 1538 je bila podoba sv. Erkenvalda, verjetno iz svetišča, dostavljena mojstru kraljevih draguljev. Druge slike so morda preživele, vsaj nekaj časa. Bolj sistematičen ikonoklazem se je zgodil v času vladavine Edvarda VI.: Kronika patra Greya poroča, da so bile drevo in druge podobe uničene novembra 1547.
Konec leta 1549, na vrhuncu ikonoklazma reformacije, je sir Rowland Hill spremenil pot procesije ob dnevu župana in izrekel de profundis na grobu Erkenvalda. Kasneje v Hillovem županovanju (1550) so čez noč odstranili veliki oltar sv. Pavla, da bi ga uničili, kar je izzvalo spopad, v katerem je bil ubit moški. Hill je pred temi dogodki odredil, nenavadno za tisti čas, da dan svetega Barnabusa ne bo državni praznik.
Tri leta kasneje, do oktobra 1553, so odstranili »vse oltarje in kapele v vsej cerkvi Powlles«. Avgusta 1553 sta bila dekan in kapitelj citirana, da se pojavita pred pooblaščenci kraljice Marije.
Nekatere stavbe na dvorišču cerkve sv. Pavla so bile prodane kot trgovine in najemnine, zlasti tiskarjem in prodajalcem knjig. Leta 1561 je zvonik uničil udar strele, dogodek, za katerega so rimskokatoliški pisci trdili, da je znak božje sodbe nad angleškimi protestantskimi vladarji. Škof James Pilkington je v odgovor pridigal in trdil, da je bil udar strele sodba za nespoštljivo uporabo stavbe stolnice. Sprejeti so bili takojšnji ukrepi za popravilo škode, pri čemer so meščani Londona in duhovščina ponudili denar za podporo obnove. Vendar so bili stroški ustreznega popravila stavbe preveliki za državo in mesto, ki sta okrevala po trgovinski depresiji. Namesto tega so popravili streho in na zvonik postavili leseno konico.
V 1630-ih je prvi angleški klasični arhitekt Inigo Jones stavbi dodal zahodno sprednjo stran. Med državljansko vojno so parlamentarne sile na veliko uničevale in slabo ravnale s stavbo, stari dokumenti in listine pa so bili razpršeni in uničeni. V času Commonwealtha so tiste cerkvene stavbe, ki so bile porušene, predstavljale že pripravljeno stavbo kot material za gradbene projekte, kot je mestna palača lorda protektorja, Somerset House. Pritegnile so se množice na severovzhodni vogal cerkvenega dvorišča, križ sv. Pavla, kjer je potekalo pridiganje na prostem.
V velikem požaru v Londonu leta 1666 je bila stara cerkev sv. Pavla uničena. Čeprav bi jo bilo mogoče obnoviti, je bila sprejeta odločitev o izgradnji nove stolnice v sodobnem slogu. Ta način ukrepanja je bil predlagan že pred požarom.

### Današnji sv. Pavel
Naloga načrtovanja nadomestne strukture je bila 30. julija 1669 uradno dodeljena siru Christopherju Wrenu. Pred tem je bil odgovoren za obnovo cerkva, ki so nadomestile izgubljene v velikem požaru. Več kot 50 mestnih cerkva je mogoče pripisati Wrenu. Hkrati z načrtovanjem sv. Pavla je Wren sodeloval pri produkciji svojih petih Traktatov o arhitekturi.
Wren je začel svetovati o popravilu starega sv. Pavla leta 1661, pet let pred požarom leta 1666. Predlagano delo je vključevalo prenove notranjosti in zunanjosti, da bi dopolnili klasično fasado, ki jo je zasnoval Inigo Jones leta 1630. Wren je načrtoval zamenjavo dotrajanega stolpa s kupolo, obstoječo strukturo pa uporabil kot oder. Izdelal je risbo predlagane kupole, ki prikazuje njegovo zamisel, da bi morala zajemati ladjo in transepta na križišču. Po požaru je bilo sprva mišljeno, da je mogoče obdržati znaten del stare stolnice, vendar je bila na koncu celotna stavba v zgodnjih 1670-ih porušena.
Julija 1668 je dekan William Sancroft pisal Wrenu, da ga je canterburyjski nadškof v soglasju z londonskim in oxfordskim škofom zadolžil za načrtovanje nove stolnice, ki bo »čedna in plemenita za vse konce in za ugled mesta in naroda«. Proces oblikovanja je trajal več let, vendar je bil dizajn končno dogovorjen in priložen kraljevemu nalogu, s pridržkom, da je Wrenu dovoljeno narediti vse nadaljnje spremembe, ki so se mu zdele potrebne. Rezultat je bila sedanja stolnica sv. Pavla, ki je še vedno druga največja cerkev v Združenem kraljestvu, s kupolo, ki je bila razglašena za najboljšo na svetu. Stavba je bila financirana z davkom na premog in je bila dokončana v času arhitektovega življenja s številnimi glavnimi izvajalci, angažiranimi za čas trajanja.
'Dopolnjevanje' stolnice (ko je bil zadnji kamen položen na laterno) je potekalo 26. oktobra 1708, opravil pa sta ga Wrenov sin Christopher mlajši in sin enega od zidarjev. Parlament je 25. decembra 1711 (božič) razglasil stolnico za uradno dokončano. Pravzaprav se je gradnja nadaljevala še nekaj let po tem, kipi na strehi pa so bili dodani leta 1720. Leta 1716 so skupni stroški znašali 1.095.556 funtov (174 milijonov funtov leta 2021).

### Od leta 1900

#### Teroristični napadi sufražetk
Stolnica je bila leta 1913 in 1914 tarča dveh bombnih napadov sufražetk, ki sta skoraj povzročila uničenje. To je bilo del kampanje, v kateri so sufražetke iz Socialne in politične unije žensk kot del svoje kampanje za volilno pravico žensk izvedle vrsto politično motiviranih bombnih napadov in požigov po vsej državi. Cerkve so bile izrecno tarče sufražetk, saj so verjele, da je anglikanska cerkev vpletena v krepitev nasprotovanja volilni pravici žensk. Med letoma 1913 in 1914 je bilo napadenih 32 cerkva po vsej Britaniji.

#### Vojna škoda
Stolnica je preživela Blitz, čeprav sta jo 10. oktobra 1940 in 17. aprila 1941 prizadeli bombi. Prvi udar je uničil veliki oltar, medtem ko je drugi udar na severni transept pustil luknjo v tleh nad kripto.  Verjame se, da je slednja bomba eksplodirala v zgornji notranjosti nad severnim transeptom in sila je bila zadostna, da je celotno kupolo malo premaknilo bočno.
12. septembra 1940 je bila bomba s časovnim zamikom, ki je padla v stolnico, uspešno deaktivirana in odstranjena s strani oddelka kraljevih inženirjev pod poveljstvom začasnega poročnika Roberta Daviesa. Če bi ta bomba eksplodirala, bi popolnoma uničila stolnico; pustila je 30 m krater, ko je bil kasneje na daljavo detoniran na varni lokaciji. Kot rezultat tega dejanja sta bila Davies in Sapper George Cameron Wylie vsak odlikovana z Jurijevim križcem. Daviesov jurijev križec in druge medalje so na ogled v Kraljevem vojnem muzeju v Londonu.
Ena najbolj znanih podob Londona med vojno je bila fotografija cerkve sv. Pavla, ki jo je 29. decembra 1940 med »drugim velikim požarom v Londonu« posnel fotograf Herbert Mason [b] s strehe stavbe na ulici Tudor Street in prikazuje stolnico ovito v dim. Lisa Jardine iz Queen Mary, Univerza v Londonu, je zapisala:

Ovita v valoviti dim, sredi kaosa in uničenja vojne stoji bleda kupola ponosna in veličastna – neuklonljiva. Na vrhuncu tega zračnega napada je sir Winston Churchill poklical Guildhall in vztrajal, da se vsa sredstva za gašenje požarov usmerijo v cerkev sv. Pavla. Stolnico je treba rešiti, je dejal, poškodba strukture bi oslabila moralo države.

#### Povojni
29. julija 1981 je v stolnici potekala poroka princa Charlesa in lady Diane Spencer. Par je izbral sv. Pavla namesto Westminstrske opatije, tradicionalnega kraja kraljevih porok, ker je stolnica ponujala več sedežev.
John B. Chambers je leta 1996 na Kupoli izvedel obsežna obnovitvena dela iz bakra, svinca in skrilavca. 15-letni projekt obnove - eden največjih, ki so se jih kdaj lotili v Združenem kraljestvu - je bil zaključen 15. junija 2011.

## Wrenova stolnica

### Razvoj oblikovanja
Pri načrtovanju se je moral Christopher Wren soočiti s številnimi izzivi. Moral je zgraditi primerno stolnico, ki bo nadomestila staro stavbo svetega Pavla, kot kraj čaščenja in mejnik v City of London. Zadovoljevati je moral zahteve cerkve in okuse kraljevega mecena ter spoštovati v bistvu srednjeveško tradicijo angleške cerkvene gradnje, ki se je razvila za liturgijo. Wren je bil seznanjen s sodobnimi renesančnimi in baročnimi trendi v italijanski arhitekturi in je obiskal Francijo, kjer je študiral delo Françoisa Mansarta.
Wrenovo oblikovanje se je razvilo skozi pet splošnih stopenj. Prvi se je ohranil le kot posamezna risba in del modela. Zdi se, da je bila shema (običajno imenovana prvi vzorčni načrt) sestavljena iz preddverja s krožno kupolo (morda temelji na Panteonu v Rimu) in pravokotne cerkve bazilikalne oblike. Morda je na načrt vplivala tempeljska cerkev. Zavrnjena je bila, ker se ni zdela dovolj veličastna. Wrenov drugi dizajn je bil grški križ, za katerega so kleriki menili, da ne izpolnjuje zahtev anglikanske liturgije.
Wrenov tretji dizajn je utelešen v 'Velikem modelu' iz leta 1673. Model, izdelan iz hrasta in mavca, je stal več kot 500 funtov (danes približno 32.000 funtov) in je visok več kot 4 m in 6 m dolg. Ta zasnova je ohranila obliko grškega križa, vendar jo je razširila z ladjo. Njegovi kritiki, člani odbora, pooblaščenega za obnovo cerkve in duhovščina so zasnovo obsojali kot preveč drugačno od drugih angleških cerkva, da bi nakazovali kakršno koli kontinuiteto znotraj anglikanske cerkve. Druga težava je bila, da bi bilo treba celotno zasnovo dokončati naenkrat zaradi osmih osrednjih stebrov, ki so podpirali kupolo, namesto da bi jo dokončali po fazah in odprli za uporabo pred koncem gradnje, kot je bilo običajno. Veliki model je bila Wrenova najljubša oblika; mislil je, da je odraz renesančne lepote. Po Velikem modelu se je Wren odločil, da ne bo izdeloval novih modelov in svojih risb ne bo javno izpostavil, za katere je ugotovil, da le »izgubljajo čas in [svoje] posle večkrat podvržejo nesposobnim sodnikom«. Velika maketa je ohranjena in je shranjena v sami stolnici.
Wrenov četrti dizajn je znan kot model Warrant, ker je prejel kraljevi nalog za obnovo. V tej zasnovi je Wren skušal združiti gotiko, prevladujoči slog angleških cerkva, z »boljšim načinom arhitekture«. Ima vzdolžni tloris latinskega križa srednjeveške stolnice. Ima 1+1⁄2 nadstropij in ima klasične portike na zahodnem in transeptnem koncu, na katere je vplival Inigo Jones, ki je prizidal staro cerkev sv. Pavla. Na križišču jo pokriva široka plitva kupola, ki podpira boben z drugo kupolo, iz katere se dviga zvonik s sedmimi pomanjševalnimi stopnjami. Vaughan Hart je domneval, da je na zasnovo zvonika morda vplivala orientalska pagoda. Koncept se ni uporabljal v cerkvi sv. Pavla, ampak je bil uporabljen na zvoniku cerkve St Bride, Fleet Street. Ta načrt je bil na mestu nekoliko zasukan, tako da ni bil poravnan s pravim vzhodom, ampak s sončnim vzhodom na veliko noč leta pričetka gradnje. Ta majhna sprememba v konfiguraciji je bila posledica Wrenovega znanja astronomije.

### Končna zasnova
Končna zasnova, kakršna je bila zgrajena, se bistveno razlikuje od uradne zasnove Warranta. Wren je od kralja prejel dovoljenje za 'okrasne spremembe' predložene zasnove in Wren je to zelo izkoristil. Mnoge od teh sprememb so bile izvedene v tridesetih letih gradnje cerkve, najpomembnejša pa je bila na kupoli: »Nad prvo kupolo je dvignil drugo strukturo, stožec iz opeke, da bi podprl kamnito svetilko elegantne postave ... In opečni stožec je pokril in skril izven pogleda z drugo kupolo iz lesa in svinca; med tem in stožcem pa so lahke stopnice, ki se povzpnejo do luči.« (Christopher Wren, sin sira Christopherja Wrena ). Končna zasnova je bila močno zakoreninjena v baziliki svetega Petra v Rimu. Kupole nad ladjo so bile navdihnjene s cerkvijo Françoisa Mansarta Val-de-Grâce, ki jo je Wren videl med potovanjem v Pariz leta 1665.
Datum polaganja prvega kamna stolnice je sporen. Eno sodobno poročilo pravi, da je bilo to 21. junija 1675, drugo 25. junija in tretje 28. junija. Vendar pa obstaja splošno soglasje, da je bil položen junija 1675. Edward Strong je kasneje trdil, da jo je položil njegov starejši brat Thomas Strong, eden od dveh kamnoseških mojstrov, ki ju je Wren imenoval na začetku dela.

### Konstrukcija
Wrenov izziv je bil zgraditi veliko stolnico na razmeroma šibki glineni zemlji Londona. Je nenavadna med stolnicami, saj je kripta, največja v Evropi, pod celotno stavbo in ne samo pod vzhodnim delom. Kripta služi strukturnemu namenu. Čeprav je kripta obsežna, polovico prostora kripte zavzamejo masivni stebri, ki porazdelijo težo veliko tanjših stebrov zgornje cerkve. Medtem ko so stolpi in kupole večine stolnic podprti na štirih stebrih, je Wren zasnoval kupolo sv. Pavla, ki je podprta na osmih, s čimer je dosegel širšo porazdelitev teže na ravni temeljev. Temelji so se usedli, ko je stavba napredovala, in Wren je v odgovor izvedel strukturne spremembe.
Ena od oblikovalskih težav, s katerimi se je soočil Wren, je bila ustvariti znamenito kupolo, ki bi bila dovolj visoka, da bi vizualno nadomestila izgubljeni stolp cerkve sv. Pavla, hkrati pa izgledala vizualno zadovoljivo, gledano iz notranjosti stavbe. Wren je načrtoval kupolo z dvojno lupino, kot pri baziliki svetega Petra. Njegova rešitev vizualnega problema je bila ločitev višine notranje in zunanje kupole v veliko večjem obsegu, kot je to storil Michelangelo pri svetem Petru, pri čemer je obe zarisal kot krivulji verižne mreže in ne kot polobli. Med notranjo in zunanjo kupolo je Wren vstavil opečni stožec, ki podpira les zunanje, s svincem prekrite kupole, in težo okrašene kamnite luči, ki se dviga nad njo. Tako stožec kot notranja kupola sta debela 18 palcev in ju podpirajo verige iz kovanega železa v intervalih v opečnem stožcu in okoli venca peristila notranje kupole, da preprečijo širjenje in razpoke.
Zasnova naloga je pokazala zunanje opornike v nivoju pritličja. Ti niso bili klasična značilnost in so bili eden prvih elementov, ki jih je Wren spremenil. Namesto tega je naredil stene stolnice posebej debele, da bi se popolnoma izognil potrebi po zunanjih oporah. Svetlobno nadstropje in obok sta ojačana z zunanjimi oporniki, ki so bili dodani v razmeroma pozni fazi zasnove, da bi zagotovili dodatno moč. Ti so skriti za zaslonsko steno zgornjega nadstropja, ki je bila dodana, da ohrani klasični slog stavbe nedotaknjen, da doda dovolj vizualne mase za uravnoteženje videza kupole in ki s svojo težo preprečuje pritisk opornikov na spodnje stene.

### Projektanti, gradbeniki in obrtniki
Med obsežnim obdobjem načrtovanja in racionalizacije je Wren od leta 1684 zaposlil Nicholasa Hawksmoorja kot svojega glavnega pomočnika. Med letoma 1696 in 1711 je bil William Dickinson merilni uradnik. Joshua Marshall (do svoje zgodnje smrti leta 1678) ter Thomas in njegov brat Edward Strong sta bila zidarska mojstra, pri čemer sta zadnja dva delala na celotni konstrukciji. John Langland je bil več kot trideset let mizarski mojster. Grinling Gibbons je bil glavni kipar, ki je delal v kamnu na sami zgradbi, vključno s pedimentom severnega portala, in lesu na notranji opremi. Kipar Caius Gabriel Cibber je ustvaril pediment južnega transepta, medtem ko je bil Francis Bird odgovoren za relief na zahodnem pedimentu, ki prikazuje Spreobrnjenje svetega Pavla, kot tudi sedem velikih kipov na zahodni fronti. Tla je tlakoval William Dickinson v črnem in belem marmorju v letih 1709–10. Jean Tijou je bil odgovoren za okrasno kovano železo vrat in balustrad. Kroglo in križ na kupoli je zagotovil orožar Andrew Niblett. Po zgoraj omenjeni vojni škodi je bilo zaposlenih veliko obrtnikov, ki so obnavljali lesene rezbarije in kamnine, ki jih je uničila bomba. Posebej omembe vreden je rezbarski mojster Gino Masero, ki je dobil naročilo, da izkleše nadomestno figuro Kristusa, osemmetrsko skulpturo iz apna, ki trenutno stoji na velikem oltarju.

## Opis
Stolnica sv. Pavla je zgrajena v zadržanem baročnem slogu, ki predstavlja Wrenovo racionalizacijo tradicije angleških srednjeveških stolnic z navdihom Palladia, klasičnega sloga Iniga Jonesa, baročnega sloga Rima iz 17. stoletja ter stavb Mansarta in drugih, ki je videl v Franciji. Še posebej v tlorisu sv. Pavla razkriva srednjeveške vplive. Tako kot veliki srednjeveški stolnici v Yorku in Winchestru je tudi cerkev sv. Pavla sorazmerno dolga glede na svojo širino in ima močno štrleča transepta. Velik poudarek ima na svoji fasadi, ki je bila zasnovana tako, da opredeljuje in ne skriva oblike stavbe za seboj. V tlorisu stolpi štrlijo čez širino ladij, tako kot pri stolnici v Wellsu. Wrenov stric Matthew Wren je bil elyjski škof in, ker je delal za svojega strica, je Wren poznal edinstven osmerokotni stolp z lučko nad križiščem stolnice Ely, ki se razteza tako med ladjami kot osrednjo ladjo, za razliko od osrednjih stolpov in kupole večine cerkva. Wren je to značilnost prilagodil pri načrtovanju kupole sv. Pavla. Ohranja tudi srednjeveško obliko, saj ima stranski ladji veliko nižji od glavne in definirano svetlobno nadstropje.

### Zunanjost
Najbolj znana zunanja značilnost je kupola, ki se dviga 111 m do križa na vrhu in dominira nad pogledom na mesto. Višina je razložena z Wrenovim zanimanjem za astronomijo. Do poznega 20. stoletja je bila cerkev sv. Pavla najvišja stavba na obzorju mesta, zasnovana tako, da jo lahko vidimo obdano z nežnimi zvoniki drugih Wrenovih mestnih cerkva. Sir Banister Fletcher je kupolo opisal kot »verjetno najboljšo v Evropi«, Helen Gardner kot »veličastno«, sir Nikolaus Pevsner pa kot »eno najpopolnejših na svetu«. Sir John Summerson je dejal, da Angleži in celo nekateri tujci menijo, da ji ni para.

#### Kupola
Wren je črpal navdih iz Michelangelove kupole bazilike svetega Petra in kupole Mansartove cerkve Val-de-Grâce, ki jo je obiskal. Za razliko od kupole sv. Petra in Val-de-Grâce se kupola sv. Pavla dviga v dveh jasno definiranih zidanih nadstropjih, ki sta skupaj z nižjim neokrašenim temeljem enaka višini približno 95 čevljev. Iz časa oblikovanja grškega križa je jasno, da je Wren dajal prednost neprekinjenemu stebrišču (peristilu) okoli bobna kupole, namesto razporeditvi izmeničnih oken in štrlečih stebrov, ki jih je uporabljal Michelangelo in ki jih je uporabil tudi Mansart. Summerson domneva, da je nanj vplival Bramantejev Tempietto na dvorišču San Pietra v Montoriu. V dokončani strukturi Wren ustvari raznolikost in videz moči s postavitvijo niš med stebre v vsako četrto odprtino. Peristil služi za oporo tako notranji kupoli kot opečnemu stožcu, ki se dviga v notranjosti, da podpira lanterno.
Nad peristilom se dviga drugi oder, obdan z balustradiranim balkonom, imenovan »kamnita galerija«. Ta podstrešni oder je okrašen z izmenjujočimi se pilastri in pravokotnimi okni, ki so postavljena tik pod vencem in ustvarjajo občutek lahkotnosti. Nad to atiko se dviga kupola, prekrita s svincem in narebrena v skladu z razmakom pilastrov. Tik pod lanterno jo preluknja osem svetlobnih elementov, ki pa so komaj vidni. Omogočajo, da svetloba prodre skozi odprtine v opečnem stožcu, ki osvetljuje notranji vrh te lupine, delno viden iz notranjosti stolnice skozi okularno odprtino spodnje kupole.
Lanterna se, tako kot vidni zid kupole, dviguje stopenjsko. Najbolj nenavadna značilnost te strukture je, da je kvadratnega tlorisa, ne pa krožnega ali osmerokotnega. Najvišji oder ima obliko tempietta s štirimi stebri, obrnjenimi proti glavnim točkam. Njegovo najnižjo raven obdaja 'Zlata galerija', njen zgornji nivo pa podpira majhno kupolo, iz katere se dviga križ na zlati krogli. Skupna teža lanterne je približno 850 ton.

#### Zahodno pročelje
Za renesančnega arhitekta, ki je načrtoval zahodno pročelje velike cerkve ali stolnice, je bil univerzalni problem, kako s pročeljem združiti visoko osrednjo ladjo z nižjima stranskima ladjama v vizualno harmonično celoto. Od Albertijevih dodatkov k Santa Maria Novella v Firencah je bilo to običajno doseženo s preprostim ukrepom povezovanja stranic s sredino z velikimi konzolami. To je rešitev, ki jo je Wren uporabil pri Mansartu v Val-de-Grâce. Druga značilnost, ki jo je uporabil Mansart, je bil drzno štrleči klasični portik s parnimi stebri. Wren se je soočil z dodatnim izzivom vključitve stolpov v zasnovo, kot je bilo načrtovano pri baziliki sv. Petra. V cerkvi sv. Petra je Carlo Maderno to težavo rešil tako, da je zgradil narteks in čezenj raztegnil ogromno zaslonsko fasado, ki je bila na sredini ločena s pedimentom. Stolpi pri svetem Petru niso bili zgrajeni nad parapetom.
Wrenova rešitev je bila uporaba klasičnega portika, kot v Val-de-Grâceu, vendar se je dvigal skozi dve nadstropji in podpiral par stebrov. Izjemna značilnost tukaj je, da se spodnji del tega portika razteza do celotne širine ladij, medtem ko zgornji del opredeljuje ladjo, ki leži za njim. Vrzeli med zgornjim delom portika in stolpi na obeh straneh so premoščeni z ozkim delom obzidja z oknom na ločnem vrhu.
Stolpi stojijo zunaj širine ladij, vendar zakrivajo dve kapeli, ki sta takoj za njimi. Spodnji deli stolpov nadaljujejo temo zunanjih sten, vendar se od njih razlikujejo, da ustvarijo videz trdnosti. Okna v spodnjem nadstropju so manjša od oken na stranskih stenah in so globoko zamaknjena, kar vizualno kaže na debelino stene. Pilastri na vsakem vogalu drzno štrlijo.
Nad glavnim vencem, ki združuje stolpe s portikom in zunanjim obzidjem, so detajli drzno pomerjeni, da se dobro berejo s spodnje ulice in od daleč. Stolpa se dvigata nad vencem iz podstavka iz kvadratnih blokov, ki je gladek, razen velikih okulusov, ki ga na južni strani zapolnjuje ura, medtem ko je tisti na severu prazen. Stolpa sta sestavljena iz dveh komplementarnih elementov, osrednjega valja, ki se dviga skozi nivoje v nizu zloženih bobnov, in parnih korintskih stebrov na vogalih z oporniki nad njimi, ki služijo za poenotenje oblike bobna s kvadratnim podnožjem, na katerem stoji. Entablatura nad stebri se lomi naprej nad njimi, da izrazita oba elementa in ju povezujeta v en vodoravni pas. Pokrovček, kupola v obliki ogeeja, podpira pozlačen zaključek v obliki ananasa.
Vsak transept ima polkrožni vhodni portik. Wren se je pri oblikovanju zgledoval po gravurah baročnega pročelja Pietra da Cortone v cerkvi Santa Maria della Pace v Rimu. Ti štrleči loki odmevajo obliko apside na vzhodnem koncu stavbe.

#### Stene
Stavba je v dveh nadstropjih zidana iz kleti, nadkletna in obdana z ograjo nad zgornjim vencem. Balustrada je bila proti Wrenovim željam dodana leta 1718. Notranje traveje so navzven označene s parnimi pilastri s korintskimi kapiteli na spodnji ravni in kompozitnimi na zgornji ravni. Kjer je stavba zadaj samo enonadstropna (ob ladjah in koru), je zgornja etaža zunanje stene navidezna. Služi dvojnemu namenu podpiranja opornikov oboka in zagotavljanja zadovoljivega videza, ko se dviga nad stavbami v višini mesta iz 17. stoletja. Ta videz je še vedno mogoče videti z druge strani reke Temze.
Med pilastri v obeh nivojih so okna. Tiste v spodnjem nadstropju imajo polkrožne glave in so obdane z neprekinjenimi profilacijami v rimskem slogu, ki se dvigajo do okrasnih sklepnikov. Pod vsakim oknom je cvetlični motiv Grinlinga Gibbonsa, ki predstavlja najboljšo kamnito rezbarijo na stavbi in nekaj največjih arhitekturnih skulptur v Angliji. Pod vencem teče v pasu friz s podobnimi povoji, ki veže okenske loke in kapitele. Zgornja okna so zadržane klasične oblike, s pedimenti na stebrih, vendar so slepa in vsebujejo niše. Pod temi nišami in v kletni etaži so majhna okna s segmentnimi vrhovi, katerih zasteklitev lovi svetlobo in jih vizualno povezuje z velikimi okni ladij. Višina od tal do vrha parapeta je približno 110 čevljev.

### Notranjost
V notranjosti ima cerkev sv. Pavla ladjo in kor v vsakem od treh delov. Vhod z zahodnega portika je skozi narteks s kvadratno kupolo, ki ga obdajata kapela: kapela sv. Dunstana na severu in kapela reda sv. Mihaela in sv. Jurija na jugu. Ladja je visoka 28 m in je od ladij ločena z arkado stebrov s pritrjenimi korintskimi pilastri, ki se dvigajo do entablature. Traveje in s tem predelki obokov so pravokotni, toda Wren je te prostore pokril s kupolami v obliki krožnikov in obdal okna svetlobnega nadstropja z lunetami. Oboki kora so okrašeni z mozaiki sira Williama Blakea Richmonda. Do kupole in apside kora se približajo široki loki s kasetiranimi oboki, ki so v nasprotju z gladko površino kupol in poudarjajo delitev med glavnimi prostori. Transepta se raztezata proti severu in jugu kupole in se imenujeta (v tem primeru) Severni kor in Južni kor.
[[Kor (arhitektura)|Kor ima korne klopi za duhovščino, častnike in zbor ter orgle. Ta lesena oprema, vključno s prižnico in škofovim prestolom, je bila zasnovana v Wrenovi pisarni, izdelali pa so jo mizarji. Rezbarije so delo Grinlinga Gibbonsa, za katerega Summerson pravi, da ima »osupljivo sposobnost«, kar nakazuje, da je bil Gibbonsov cilj reproducirati priljubljeno nizozemsko slikanje rož v lesu. Jean Tijou, francoski kovinar, je priskrbel različne rešetke iz kovanega železa in pozlačene rešetke, vrata in balustrade dovršenega dizajna, od katerih je veliko kosov zdaj združenih v vrata blizu svetišča.
Stolnica je dolga približno 175 m (vključno s portikom Velikih zahodnih vrat), od tega je 68 m ladja in 51 m kor. Širina ladje je 37 m in čez transepta 75 m. Stolnica je nekoliko krajša, vendar nekoliko širša od Old St Paul's.

#### Kupola
Glavni notranji prostor stolnice je tisti pod osrednjo kupolo, ki se razteza po celotni širini glavne in stranskih ladij. Kupola je podprta s pendantivi, ki se dvigajo med osmimi loki, ki zajemajo ladjo, kor, transepta in stranski ladji. Osem stebrov, ki jih nosijo, ni enakomerno razporejenih. Wren je ohranil videz osmih enakih razponov z vstavitvijo segmentnih lokov za prenos galerij čez konce prehodov in razširil letve zgornjega loka, da je videti enak širšim lokom.
Nad ključnimi kamni obokov, na 30 m nad tlemi in 34 m v širino, teče venec, ki podpira Šepetajočo galerijo, tako imenovano zaradi njenih akustičnih lastnosti: šepet ali tiho šumenje ob njeni steni na kateri koli točki je slišen poslušalcu z ušesom prislonjenim k steni na kateri koli drugi točki po galeriji. Od tal vodi 259 stopnic.
Kupola je dvignjena na visokem bobnu, obdanem s pilastri in prebodena z okni v skupinah po tri, ločenih z osmimi pozlačenimi nišami s kipi in na zunanjosti ponavljajo vzorec peristila. Kupola se dviga nad pozlačenim vencem na 53 m do višine 65 m. Njena poslikana dekoracija sira Jamesa Thornhilla prikazuje osem prizorov iz življenja sv. Pavla, postavljenih v iluzionistično arhitekturo, ki nadaljuje oblike osmih niš bobna. Na vrhu kupole je okulus, ki se zgleduje po tistem iz Panteona v Rimu. Skozi to luknjo se vidi okrašena notranja površina stožca, ki podpira lanterno. Ta zgornji prostor osvetljujejo svetlobni elementi v zunanji kupoli in odprtine v opečnem stožcu. Gravure Thornhillovih slik so bile objavljene leta 1720.

#### Apsida
Vzhodna apsida se razteza po širini kora in je v celotni višini glavnih lokov čez kor in ladjo. Okrašena je z mozaiki, skladno s kornimi oboki. Prvotni retabel in veliki oltar sta bila uničena z bombardiranjem leta 1940. Sedanji veliki oltar in baldahin sta delo W. Godfreya Allena in Stephena Dykesa Bowerja. Apsida je bila leta 1958 posvečena kot ameriška spominska kapela. V celoti je bil plačan z donacijami Britancev. Roll of Honor vsebuje imena več kot 28.000 Američanov, ki so dali svoja življenja, ko so bili med drugo svetovno vojno na poti v Združeno kraljestvo ali tam nameščeni. Je pred oltarjem kapele. Tri okna apside so iz leta 1960 in prikazujejo teme služenja in žrtvovanja, medtem ko insignije okoli robov predstavljajo ameriške države in oborožene sile ZDA. Opaž iz limetovega lesa vključuje raketo - poklon ameriškim dosežkom v vesolju.

## Umetnine, grobnice in spomeniki
V času dokončanja so cerkev sv. Pavla krasile skulpture iz kamna in lesa, predvsem skulptura Grinlinga Gibbonsa, Thornhillove poslikave v kupoli in dovršena kovinska dela Jeana Tijouja. Dodatno so jo izboljšali mozaiki sira Williama Richmonda in oprema Dykesa Bowerja in Godfreyja Allena. Druga umetniška dela v stolnici vključujejo na južni ladji kopijo njegove slike Luč sveta Williama Holmana Hunta, katere izvirnik visi na kolidžu Keble v Oxfordu. Različica sv. Pavla je bila dokončana s pomembnim prispevkom Edwarda Roberta Hughesa, saj je Hunt zdaj trpel za glavkomom. V severnem kornem hodniku je apnenčasta skulptura Madone z otrokom Henryja Moora, izklesana leta 1943. V kripti je več kot 200 spomenikov in številni pokopi. Christopher Wren je bil prva oseba, ki je bila pokopana leta 1723. Na steni nad njegovo grobnico v kripti je napisano v latinščini: Lector, si monumentum requiris, circumspice ("Bralec, če iščeš njegov spomenik, ozri se okoli sebe").
Največji spomenik v stolnici je vojvodi Wellingtonskemu delo Alfreda Stevensa. Stoji na severni strani ladje in ima na vrhu Wellingtonov kip, ki jezdi na konju Copenhagen. Čeprav je bila figura konjenika načrtovana že na začetku, so nasprotovanja temu, da bi imel konja v cerkvi, preprečila njegovo postavitev do leta 1912. Konj in jezdec sta delo Johna Tweeda. Vojvoda je pokopan v kripti. Grobnica Horacija, lorda Nelsona je v kripti poleg Wellingtonove grobnice. Marmorni sarkofag, v katerem so njegovi posmrtni ostanki, je bil izdelan za kardinala Wolseyja, vendar ni bil uporabljen, ker je bil kardinal v nemilosti. Na vzhodnem koncu kripte je kapela Reda britanskega imperija, ki je bila ustanovljena leta 1917 in jo je zasnoval John Seely, lord Mottistone. Obstaja veliko drugih spomenikov v spomin na britansko vojsko, vključno z več seznami vojakov, ki so umrli v akciji, najnovejši pa je bila zalivska vojna.
Spominjajo se tudi Florence Nightingale, J. M. W. Turnerja, Arthurja Sullivana, Huberta Parryja, Samuela Johnsona, Lawrenca Arabskega, Williama Blakea, Williama Jonesa in sira Alexandra Fleminga ter duhovščine in prebivalcev lokalne župnije. Obstajajo seznami škofov in stolnih dekanov za zadnjih tisoč let. Ena najimenitnejših skulptur je dekan in pesnik John Donne. Pred smrtjo je Donne poziral za svoj spominski kip in Nicholas Stone ga je upodobil kot zavitega v pogrebni prt in stoječega na pogrebni žari. Skulptura, izklesana okoli leta 1630, je edina, ki je preživela požar leta 1666 nedotaknjena. 
Zakladnica je prav tako v kripti, vendar ima stolnica zelo malo zakladov, saj so bili mnogi izgubljeni, in 22. decembra 1810 je velik rop odnesel skoraj vse preostale dragocene artefakte.[119]
V stolnici so potekali pogrebi mnogih pomembnih osebnosti, vključno s pogrebi lorda Nelsona, vojvode Wellingtonskega, Winstona Churchilla, Georgea Malloryja in Margaret Thatcher.

## Upodobitve sv. Pavla
Stolnica sv. Pavla je bila večkrat upodobljena na slikah, grafikah in risbah. Med znanimi umetniki, ki so jo naslikali, so Canaletto, Turner, Daubigny, Pissarro, Signac, Derain in Lloyd Rees.
- Slike in grafije sv. Pavla
- Canaletto: Reka Temza s stolnico sv. Pavla na županov dan (1746; zbirke Lobkowicz, Praga)
- Barvna grafika iz 19. stoletja z jugozahoda Thomasa Hosmerja Shepherda
- Romantična grafika sv. Pavla zvečer po dežju iz 19. stoletja, avtor Edward Angelo Goodall
- Oljna slika, John O'Connor, Večer na hribu Ludgate (1887) St Pavel onstran St Martina
- sv. Pavel iz Richmondove hiše beneškega slikarja Canaletta(1747)
- St Pavel, pogled iz lože, capriccio (ok. 1748) Antonia Jolija, ki je delal tudi v Benetkah
- Impresionistični pogled na cerkev sv. Pavla z reke Ernesta Dadea (pred 1936)
- St Pavel iz Banksidea, akvarel Fredericka E. J. Goffa (pred 1931)